# ソロモン・レフシェッツ
ソロモン・レフシェッツ（Solomon Lefschetz, Solomon Lefšec, 1884年9月3日 - 1972年10月5日）はユダヤ系アメリカ人数学者である。専門は代数幾何学、代数位相幾何学、非線形微分方程式。プリンストン大学、ネブラスカ大学、カンザス大学で教鞭を取った。

## 人物
ロシアのモスクワ出身。その後フランスのパリに移住。エコール・セントラル・パリで工学を学ぶ。
1905年にアメリカに移住。1907年に事故により両手を失う。
ポアンカレ・レフシェッツ双対定理、レフシェッツの不動点定理、レフシェッツの跡公式、レフシェッツペンシル等に名前を残す。
1964年にはアメリカ国家科学賞を、1970年にはスティール賞を受賞した。
解析学のリプシッツ連続で知られるルドルフ・リプシッツ（Rudolf Lipschitz）や、『ランダウ＝リフシッツの理論物理学教程』で知られるエフゲニー・リフシッツ（Evgeny  Lifshitz）などと似た姓であるが別人である。